# 温泉神社
温泉神社（おんせんじんじゃ）は、温泉に関わる、あるいは温泉を祀る神社。日本各地の主に温泉地に存在する。

## 概要
日本は火山帯が縦横に走り、各地に温泉がある。温泉は、湯神・温泉神として古来より崇敬の対象となってきた。その神を祀るのが湯神社・温泉神社である。古代に発見された温泉の多くは、大己貴神（大国主）と少彦名神（スクナビコナ）が発見したと伝えられ、温泉神社の祭神である温泉神にはこの二神が充てられていることが多い。
延喜式神名帳に記載されている神社は、｢温泉神社」が3社、｢温泉石神社」｢湯泉神社」｢湯神社」｢御湯神社」｢玉作湯神社」が各1社など、温泉に関する式内社は計10社となっている。

## 全国の温泉に関する神社
- 温泉石神社 （宮城県大崎市鳴子温泉川渡・川渡温泉） - 式内社。祭神は大己貴命・少彦名命。
- 温泉神社 （宮城県大崎市鳴子温泉湯元・鳴子温泉） - 式内社。祭神は大己貴命・少彦名命。
- 酢川温泉神社 （山形県山形市蔵王温泉・蔵王温泉）
- 由豆佐売神社 （山形県鶴岡市湯田川・湯田川温泉） - 式内社。祭神は溝樴姫命・大己貴命・少彦名命。
- 湯泉神社 （福島県郡山市熱海町熱海・磐梯熱海温泉） - 祭神は少彦名命など。安積伊東氏が伊豆から温泉神の分霊を勧請。
- 温泉神社 （福島県いわき市常磐湯本町・いわき湯本温泉） - 式内社。祭神は大己貴命・事代主命・少彦名命。
- 温泉神社 （栃木県大田原市中野内） - 祭神は大己貴命・少彦名命ほか。
- 温泉神社 （栃木県那須塩原市湯本塩原・塩原新湯温泉、塩原元湯温泉） -  祭神は大己貴命・少彦名命。
- 那須温泉神社 （栃木県那須郡那須町湯本・那須湯本温泉） - 式内社。殺生石で有名。平家物語における那須与一の台詞に登場する「那須湯前大明神」はこの神社であるという説もある。祭神は大己貴命・少彦名命。
- 温泉神社 （栃木県日光市湯元・日光湯元温泉）
- 鬼怒川温泉神社 （栃木県日光市鬼怒川温泉滝・鬼怒川温泉）
- 湯前神社 （静岡県熱海市上宿町・熱海温泉） - 式内社。祭神は少彦名命。
- 射山神社 （三重県津市榊原町・榊原温泉）- 式内社。祭神は大己貴命・少彦名命。
- 湯泉神社 （兵庫県神戸市北区有馬町・有馬温泉） - 式内社。「温泉神社」と表記されることもある。祭神は大己貴命・少彦名命・熊野久須美命。
- 四所神社 （兵庫県豊岡市城崎町・城崎温泉）- 祭神は湯山主神（ゆやまぬしのかみ）ほか。当社に参拝した道智に神託があり、外湯「まんだら湯」を開湯したと伝わる。
- 温泉神社 （和歌山県西牟婁郡白浜町・南紀白浜温泉）
- 湯本神社 （岡山県真庭市湯原温泉・湯原温泉） - 所在地大字も湯本であったが、真庭市新設時に湯原温泉へ改称した。
- 御湯神社 （鳥取県岩美郡岩美町岩井・岩井温泉）- 式内社。祭神は大己貴命・八上姫命・御井神・猿田彦命。
- 玉作湯神社 （島根県松江市玉造・玉造温泉） - 式内社。祭神は櫛明玉神・大名持神・少毘古那神。
- 湯神社 （愛媛県松山市道後湯之町・道後温泉） - 式内社。祭神は大己貴命・少彦名命。
- 東道後神社 （愛媛県松山市南久米町・東道後温泉） - 日尾八幡神社の境内社。祭神は天御中主大神、天照皇大神、月夜見大神。
- 温泉神社 （大分県別府市青山町・別府温泉） - 大正時代の創始。祭神は大己貴命・少彦名命ほか。現在は八幡朝見神社に合祀。
- 温泉神社 （大分県別府市鉄輪・鉄輪温泉）
- 火男火売神社 （大分県別府市東山・鉄輪温泉） - 式内社。祭神は火之加具土命、火焼速女命。一遍上人が鶴見権現と呼ばれる当社の導きにより鉄輪温泉の石風呂（蒸し湯）を開いたという。また、御神体である鶴見岳の麓から湧く「速見の湯」は、大国主命が海底に管を通して道後温泉へと導いたとされている。
- 温泉神社 （長崎県雲仙市小浜町・雲仙温泉） - 国史見在社。一身四面の姿で表現される筑紫島（現在の九州）の神を祀ることから、別名を四面宮という。雲仙岳はかつて温泉と書いて「うんぜん」と読ませていたが、温泉神社については表記どおり「おんせんじんじゃ」と呼ばれている。島原半島内に十数社の同名の分社がある。
- 温泉神社 （長崎県島原市亀の甲町）
- 温泉熊野神社 （長崎県島原市杉山町）
- 温泉神社 （長崎県雲仙市国見町多比良丁）
- 温泉神社 （長崎県雲仙市吾妻町）
- 温泉神社 （長崎県雲仙市千々石町）
- 温泉神社 （長崎県南島原市有家町）
- 温泉神社 （長崎県南島原市加津佐町）
- 温泉神社 （熊本県八代市日奈久・日奈久温泉） - 祭神は市杵島姫命。

## 関連事項
- 温泉
- 温泉神社 (曖昧さ回避)
- 温泉寺
- 開湯伝説